# Leo Penn
Ne doit pas être confondu avec Leo Genn.
Pour les articles homonymes, voir Penn.
Leo Penn, né le 27 août 1921 à Lawrence (Massachusetts) et mort le 5 septembre 1998 à Santa Monica (Californie), est un acteur et réalisateur américain.

## Biographie
Leo est né à Lawrence dans le Massachusetts. Il est le fils de juifs russes immigrés : Elizabeth Melincoff et Maurice Daniel Penn. Le nom de son père était originellement « Piñon », ce qui induit une ascendance séfarade (juive espagnole).
Pilote héroïque de la Seconde Guerre mondiale, il fut un infortuné cinéaste inscrit sur la liste noire du sénateur Joseph McCarthy. Pendant le maccarthysme alors que sa carrière débutait, les cadres des studios de cinéma le placèrent sur la liste noire d'Hollywood après qu'il eut tenté d'organiser une rencontre pro-syndicale avec d'autres acteurs. Ne pouvant plus jouer pour le cinéma, il se tourna vers Broadway où le syndicat des acteurs de théâtre Actor's Equity Association (en) refusait d'appliquer l'ostracisme prôné par MacCarthy. 
Il gagna, en tant que réalisateur, divers Emmy Awards pour des séries télévisées telles que St. Elsewhere, Kojak et Trapper John, M.D. (en).
Marié à Eileen Ryan, il est le père des acteurs Sean Penn et Chris Penn et du musicien-compositeur Michael Penn.

## Filmographie partielle

### Comme réalisateur
- 1966 : A Man Called Adam
- 1966 : Star Trek : Saison 1, épisode L'Imposteur
- 1967 : L'Homme de fer (Ironside) (série TV) 1 épisode
- 1968-1969 : Gunsmoke (série TV)
- 1973 : Columbo : Quand le vin est tiré (Any Old Port in a Storm) (série TV)
- 1974 et 1975 : Saison 2 de La Petite Maison dans la prairie (série TV : 3 épisodes)
- 1978 : Columbo : Des sourires et des armes (The Conspirators) (Série TV)
- 1988 : Détournement à Berlin (en) (Judgment in Berlin)
- 1989 : Columbo : Il y a toujours un truc (Columbo Goes to the Guillotine) (Série TV)
- St. Elsewhere (Série TV)
- Kojak (Série TV)
- Trapper John, M.D. (en) (Série TV)

### Comme acteur

#### Au cinéma
- 1947 : Fall Guy de Reginald Le Borg
- 1949 : Avant de t'aimer d'Ida Lupino

#### A la télévision
- 1986 : Le Retour de Mike Hammer (The Return of Mickey Spillane's Mike Hammer) de Ray Danton